# Christian Friedrich Sprinck

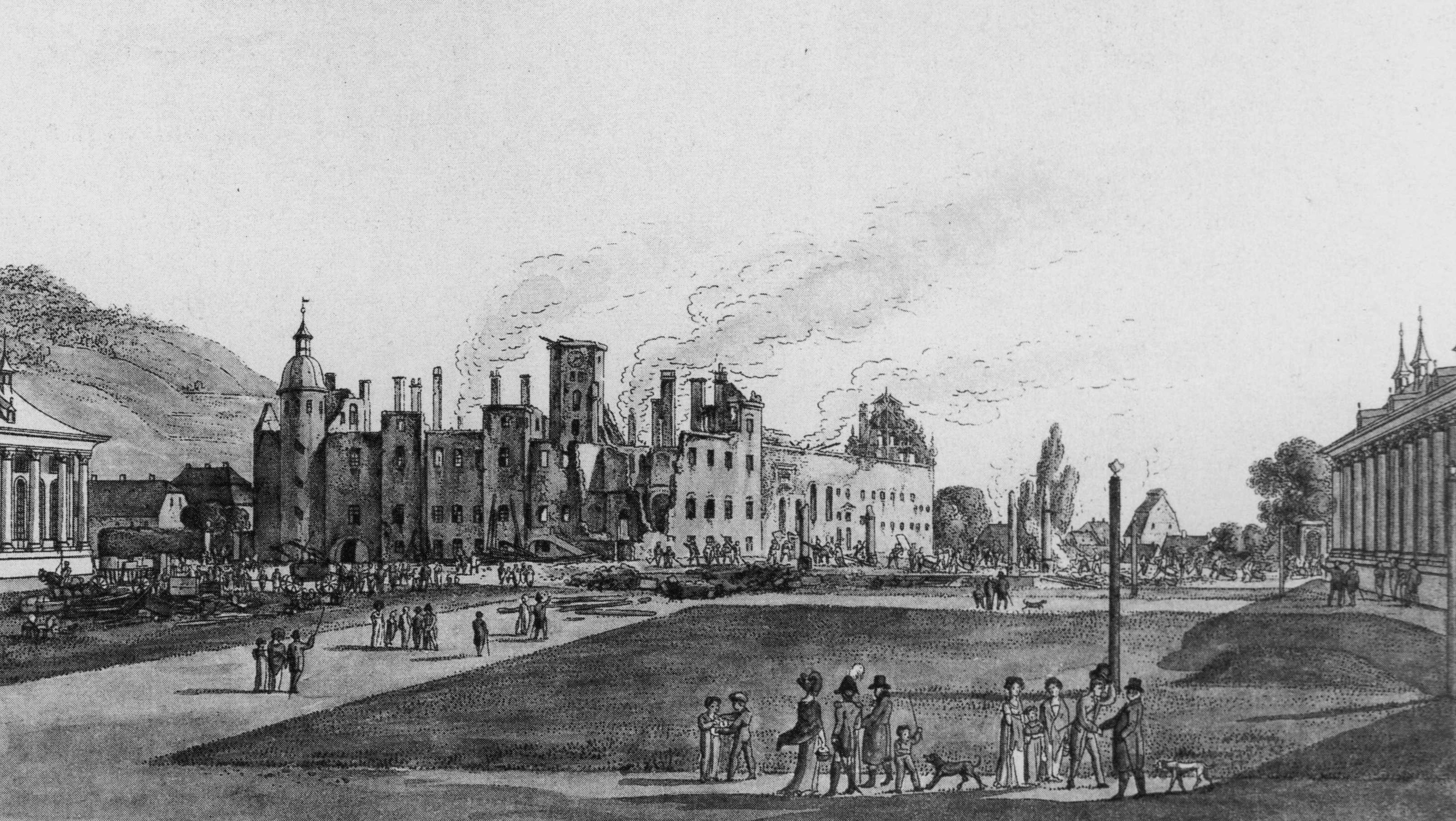
Die Ruinen des alten Schlosses zu Pillnitz nach dem Brande von 1818 von C. F. Sprinck

Christian Friedrich Sprinck (* 21. Februar 1769 in Dresden; † 1831 ebenda) war ein deutscher Zeichner und Kupferstecher. 

## Biografie
Christian Friedrich Sprinck, auch Sprink, Springk oder Spring, lernte an der Dresdener Akademie anfangs die Malerei, später aber Kupferstechen bei G. Canale und Johann Adolph Darnstedt. Sein bevorzugtes Thema waren Ansichten von Dresden, wo er sich spätestens 1821 niederließ, um als Radierer, Wappenstecher und Zeichenmeister tätig zu sein. Schwerpunkt seiner Arbeit war die Architektur- und Landschaftsmalerei, so dass viele Ansichten der wichtigsten Gebäude in Dresden und der Schlösser und Burgen der Umgebung von ihm stammen. Er hatte meist nach eigenen Zeichnungen gestochen. 